# وليام ألكسندر سميث (كتيبة البنين)
السير وليام ألكسندر سميث (بالإنجليزية: William Alexander Smith)‏ (27 أكتوبر 1854 - 10 مايو 1914)، مؤسس كتيبة البنين "، ولد في إسكتلندا ولقد كان الابن البكر من للرائد ديفيد سميث وزوجته هاريت ولقد كانت أسرته مكونة من أخويين بالإضافة إلى نفسه وله أخت واحدة.

## وفاته
توفي في 14 مايو 1914 في لندن. ودفن في غلاسكو. تم بناء نصب تذكاري تكريما له في كاتدرائية القديس بولس في لندن، وفي كاتدرائية سانت جايلز، إدنبرة.